# Mocidade Independente do Gama
O Grêmio Recreativo e Escola de Samba Mocidade Independente do Gama é uma escola de samba brasileira, sediada em Gama, no Distrito Federal.

## História
Foi campeã em 1987 do grupo de acesso 1 e em 2005 do grupo especial do carnaval de Brasília.
Em 2011, com problemas financeiros, sob o mandato a presidente Elizângela Lima, a escola apresentou um enredo sobre a história de sua cidade, o Gama.

## Segmentos

### Presidentes
| Nome            | Mandato        | Ref.  |
| --------------- | -------------- | ----- |
| Elizângela Lima | ? - atualidade | [ 1 ] |

## Carnavais
| Ano  | Colocação | Grupo    | Enredo                                                                                                   | Carnavalesco | Ref         |
| ---- | --------- | -------- | --- | ------------ | ----------- |
| 2010 | 5º lugar  | Especial | |              | [ 3 ] [ 4 ] |
| 2011 | 4º lugar  | Especial | Dos caminhos de Anhanguera aos 50 anos de fundação. Gama da Gente – três séculos de bairrismo e tradição |              | [ 5 ]       |